# 銀河旋風
《銀河旋風》是由國際映畫社所製作的機器人動畫，並在東京電視台於1981年10月6日至1982年6月25日期間播出，全39集。為「J9系列」三部曲的第一部作品，台灣曾以《銀河旋風突擊隊》譯名於有線頻道播出。

## 製作群
- 製作：壺田重三
- 企画：壺田重夫
- 劇本統籌：山本優
- 音樂：山本正之
- 總監督：四辻
- 人物設定：小松原一男
- 機械設定：樋口雄一
- 片頭、片尾原画：金田伊功（字幕未列記）
- 美術設定：牧野光成
- 作畫監督：山崎正美、菊池城二、塩沢洪世（洪在鎬）、大木雪享（朴雪享）
- 製作人：壺田重夫、青木藤吉
- 製作担當：今野俊和
- 選角協力：青二
- 音響監督：本田保則
- 製作：国際映画社

## 主題歌
片頭曲：
作詞・作曲：山本正之　編曲：高田弘　演唱：平伊佐夫（口白：柴田秀勝）
片尾曲：
作詞：木久池勉　作曲：山本正之　編曲：高田弘　演唱：平伊佐夫
- （第28～30集）

作詞：山本優　作曲・編曲：山本正之　演唱：山形幸生
在首播當時由於有唱片贈送活動告知啟事而出現的暫時變更。錄影帶、DVD等版本中則更換為。
插曲：
- 『ABAYO FLY BYE』（完結篇）

作詞：山本優　作曲・編曲：山本正之　演唱：山形幸生

## 各話一覽
| 話數 | 標題                     | 脚本              | 演出                | 作畫監督 | 美術     |
| ---- | ------------------------ | ----------------- | ------------------- | -------- | -------- |
| 1    | 情無用のJ9               | 山本優            | 四辻たかお 松浦錠平 | 山崎正美 | 下川忠海 |
| 2    | 爆走アステロイド         | 山本優            | 明石正二 康村正一   | 菊池城二 | 下川忠海 |
| 3    | 地獄のビーナス           | 山本優            | 松浦錠平            | 山崎正美 | 下川忠海 |
| 4    | 無法のウエストJ区        | 富田祐弘          | 井內秀治 松浦錠平   | 山崎正美 | 下川忠海 |
| 5    | 墓場からの依頼人         | 馬嶋滿            | 高山秀樹 康村正一   | 塩澤洪世 | 下川忠海 |
| 6    | 復讐の紅いバラ           | 山本優            | 康村正一 松浦錠平   | 山崎正美 | 高島平   |
| 7    | 金星監獄大突破           | 山本優            | 松浦錠平            | 菊池城二 | 高島平   |
| 8    | 月に涙の後始末           | 松崎健一          | 康村正一            | 塩澤洪世 | 下川忠海 |
| 9    | 激走・土星ラリー         | 富田祐弘          | 高垣幸藏 松浦錠平   | 大木雪享 | 高島平   |
| 10   | 霧に消えた愛             | 馬嶋滿            | 康村正一            | 塩澤洪世 | 下川忠海 |
| 11   | 燃える大雪原             | 山本優            | 中野健治 松浦錠平   | 大木雪享 | 高島平   |
| 12   | バルカンの双生児         | 松崎健一          | 松浦錠平            | 塩澤洪世 | 高島平   |
| 13   | 黄金大作戦               | 富田祐弘          | 康村正一 松浦錠平   | 菊池城二 | 高島平   |
| 14   | 木星ベムの襲来!          | 馬嶋滿            | 松浦錠平            | 大木雪享 | 高島平   |
| 15   | シンクロン凶惑星         | 松崎健一          | 松浦錠平            | 大木雪享 | 高島平   |
| 16   | 銀河の死美人             | 山本優            | 中野健治            | 塩澤洪世 | 下川忠海 |
| 17   | 怒りのクーガ             | 金子修介          | 康村正一 松浦錠平   | 大木雪享 | 高島平   |
| 18   | 星影の子守唄（ララバイ） | 山本優            | 中野健治 松浦錠平   | 塩澤洪世 | 高島平   |
| 19   | 襲撃のメロディー         | 山本優            | 高垣幸藏 松浦錠平   | 大木雪享 | 高島平   |
| 20   | 甦った復讐鬼             | 馬嶋滿            | 中野健治 松浦錠平   | 大木雪享 | 高島平   |
| 21   | 誓いのWネック            | 四辻たかお        | 康村正一            | 塩澤洪世 | 下川忠海 |
| 22   | 暗殺指令ヌビア           | 山本優            | 又野弘道 松浦錠平   | 大木雪享 | 高島平   |
| 23   | ヌビアは笑う             | 山本優            | 中野健治 松浦錠平   | 塩澤洪世 | 高島平   |
| 24   | 勝手にしやがれ           | 山本優            | 高垣幸藏 松浦錠平   | 菊池城二 | 高島平   |
| 25   | 天王星は死の匂い         | 松崎健一          | 康村正一            | 塩澤洪世 | 下川忠海 |
| 26   | もいちどブルース         | 四辻たかお        | 小鹿英吉 松浦錠平   | 大木雪享 | 高島平   |
| 27   | カルナバルの嵐（前編）   | 山本優            | 中野健治 松浦錠平   | 塩澤洪世 | 下川忠海 |
| 28   | カルナバルの嵐（後編）   | 山本優            | 康村正一 松浦錠平   | 大木雪享 | 高島平   |
| 29   | たそがれの挑戦者         | 山本優            | 又野弘道            | 塩澤洪世 | 下川忠海 |
| 30   | 殺るのは奴らだ（前編）   | 山本優            | 新田義方 松浦錠平   | 菊池城二 | 高島平   |
| 31   | 殺るのは奴らだ（後編）   | 山本優            | 高垣幸藏 松浦錠平   | 大木雪享 | 高島平   |
| 32   | 祈りの銀河               | 金子修介          | 高垣幸藏 松浦錠平   | 塩澤洪世 | 下川忠海 |
| 33   | 金環食に別れ歌           | 四辻たかお 山本優 | 松浦錠平            | 大木雪享 | 高島平   |
| 34   | その名はカーメン         | 山本優            | 高垣幸藏            | 塩澤洪世 | 下川忠海 |
| 35   | 水星大抗争（前編）       | 山本優            | 又野弘道 松浦錠平   | 菊池城二 | 高島平   |
| 36   | 水星大抗争（後編）       | 山本優            | 池田裕之 松浦錠平   | 大木雪享 | 高島平   |
| 37   | 木星破壊宣告             | 山本優            | 明石正二 松浦錠平   | 塩澤洪世 | 高島平   |
| 38   | アステロイドの攻防       | 山本優            | 高垣幸藏 松浦錠平   | 大木雪享 | 高島平   |
| 39   | ABAYO                    | 山本優            | 中野健治 松浦錠平   | 塩澤洪世 | 高島平   |

## 關連項目
- J9系列